# Psittacanthus brasiliensis
Psittacanthus brasiliensis là một loài thực vật có hoa trong họ Loranthaceae. Loài này được (Desr.) Blume miêu tả khoa học đầu tiên năm 1830.